# مجوس

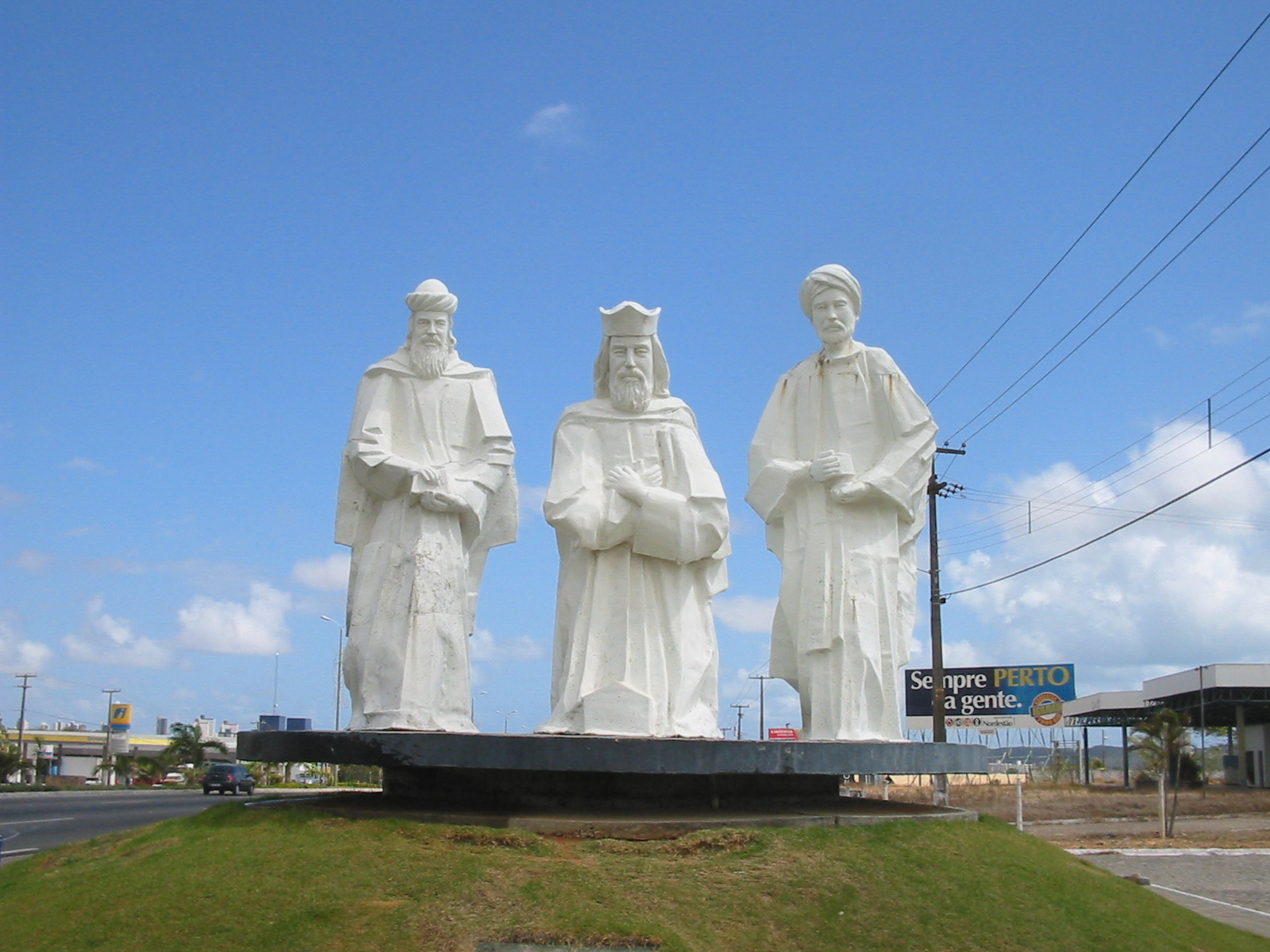

مجوس هم عبدة النار، وخدامها، قال القرطبي: (والمجوس) هم عبدة النيران القائلين أن للعالم أصلين: نور، وظلمة. والمجوس مجموعة أديان لم يبقى منها إلا الزرادشتية فهي تسمى المجوسيّة الزرادشتية. كلمة مجوس مأخوذة من كلمه مگوس من اللغة الفارسية القديمة. استخدم لفظ المجوس بالإضافة إلى العرب، اليونانيون والرومان. قال جواد علي في كتابه المفصل في تاريخ العرب قبل الإسلام: «ولا ندري اليوم على وجه صحيح من أي طريق دخلت لفظة «مجوسي» و«مجوس» إلى العربية، عن الفرس أنفسهم، أو عن اليونانية أو عن طريق لغة «بني إرم»! وقد عرف علماء اللغة بأن لفظة «مجوس» من الألفاظ المعربة... ولكنهم اختلفوا فيما بينهم في أصل اللفظة وفي بيان معناها، وذهبوا في ذلك مذاهب، وبعض هذه التفسيرات والتأويلات مفتعل يدل على عدم وقوف أصحابها على جلية الموضوع.»